# Ганс Маґнус Ґрепперуд
Ганс Маґнус Ґрепперуд (норв. Hans Magnus Grepperud, 10 травня 1958) — норвезький академічний веслувальник.
Бронзовий призер Олімпійських Ігор 1984 року в складі розпашної двійки без стернового.
Чемпіон світу 1982 року в складі розпашної двійки без стернового.